# Juan Bosco Rentero
Juan Bosco Rentero Delgado (Madrid, España, 28 de enero de 1975) es un ex balonmanista español. Jugaba en la posición de extremo derecho. Es uno de los 46 jugadores que han marcado más de 1000 goles en la Liga ASOBAL.

## Equipos
- BM Virgen de Europa
- Atlético de Madrid (1992-1994)
- Juventud Alcalá (1994-1995)
- BM Guadalajara (1995-1996)
- Chapela (1996-1999)
- BM Cantabria (1999-2003)
- BM Valladolid (2003-2010)

## Palmarés
- 2 Copa del Rey (2004/05 y 2005/06)
- 1 Recopa de Europa (2008/09)